# 李孚 (北魏)
李孚（470年—531年），字仲安，陇西郡狄道县（今甘肃省定西市临洮县）人，出自陇西李氏敦煌房，北魏光禄大夫、敦煌恭侯李茂之子，北魏官员。

## 生平
李孚恭谨顺从忠实厚道，以镇北府功曹参军为起家官，转任定州别驾，出任汝阳郡、汝南郡、中山郡三郡太守。魏孝庄帝元子攸初年，李孚以外戚的身份被越级授任为抚军将军、金紫光禄大夫，外任镇东将军、沧州刺史，加散骑常侍。普泰元年（531年），李孚去世，虚岁六十二，有五个儿子。

## 家族

### 兄弟姐妹
- 李静，北魏定州别驾、东平原郡太守、敦煌侯
- 李敬安，北魏奉朝请
- 李季安，北魏骁骑将军、关西都督长史

### 子女
- 李惠昭，太傅开府城局参军
- 李惠谌，北齐齐州别驾
- 李氏，嫁东魏太尉府行参军、太师府主簿、平北将军、太中大夫邢测[3]